# چندش (ترانه استون تمپل پایلتس)
«چندش» (به انگلیسی: Creep) ترانه‌ای از گروه راک آمریکایی استون تمپل پایلتس و یکی از قطعات اولین آلبوم استودیویی آن‌ها با نام هسته (۱۹۹۲) است. این قطعه در پایان سال ۱۹۹۳ در قالب تک‌آهنگی از آن آلبوم منتشر شد.

## محتوا
شعر این قطعه را اسکات وایلند (خواننده) و رابرت دی‌لئو (باسیست) نوشته‌اند و موسیقی آن از دی‌لئوست. دی‌لئو دربارهٔ «چندش» گفته‌است: 
از نظر موسیقی داشتم به قطعهٔ قلبی از طلای نیل یانگ فکر می‌کردم که در غم‌انگیزترین کلید موسیقی می مینور نوشته شده‌است. اسکات در مورد شعر فکر می‌کرد. در آن زمان در زندگی‌مان مشکلات بسیاری داشتیم. چیزی که اسکات دربارهٔ آن می‌نوشت یک موقعیت واقعی بود. همچنین در مورد من… «چندش» کلمهٔ خیلی تحقیرآمیزی‌ست. از آن مواردی بود که در آینه خودمان را ورانداز می‌کردیم.— 
طبق نقل قولی از وایلند «این آهنگ واکنشی است به احساس انزوا یا بیرون انداخته شدن از یک جمع به خاطر این‌که آن‌قدرها باحال نبوده‌ای و عصبانیت و غم برآمده از چنین رفتاری».
پس از انتشار ترانه سطری از آن که می‌گوید: من نیمی از آدمی هستم که بودم / احساس سپیده‌دمی را دارم که در خاکستری محو می‌شود بر سر زبان‌ها افتاد. «چندش» در برخی وب‌سایت‌های لیریکس یا ارائهٔ خدمات اشتراک‌گذاری فایل مثل لایم‌وایر، به اشتباه با نام «نیمی از آدمی که بودم» و اثر نیروانا معرفی شده‌است.

## موقعیت در چارت‌های موسیقی
| چارت (۱۹۹۴)                             | بالاترین جایگاه |
| --------------------------------------- | --------------- |
| استرالیا (ARIA)                         | ۷۶              |
| تک‌آهنگ‌های برتر کانادا (آرپی‌ام)          | ۴۵              |
| نیوزیلند (ریکوردد میوزیک ان‌زد)          | ۲۴              |
| ترانه‌های رادیویی ایالات متحده (بیلبورد) | ۵۹              |
| ایرپلی آلترناتیو ایالات متحده (بیلبورد) | ۱۲              |
| راک جریان اصلی ایالات متحده (بیلبورد)   | ۲               |

| چارت (۲۰۱۵)                                         | بالاترین جایگاه |
| --------------------------------------------------- | --------------- |
| ترانه‌های داغ راک و آلترناتیو ایالات متحده (بیلبورد) | ۱۲              |